# Fonte Castalia
La fonte Castalia si trova nelle vicinanze del santuario di Delfi, a metà cammino tra Marmaria e il santuario stesso. In età antica i pellegrini, prima di entrare nel recinto sacro di Delfi, si purificavano presso questa fonte. 
Un'altra fonte minore, «Kassotis», era situata all'interno del temenos, nel luogo in cui la Pizia o pitonessa realizzava delle abluzioni prima di pronunciare i suoi auguri. Si dovevano purificare presso la fonte anche i sacerdoti e le persone che volevano avere un consulto dell'oracolo.

## Ubicazione
Si trovava sul monte Parnaso, nella gola delle rocce Fedriadi, ai piedi della roccia di Hiampea, (ora chiamata Flembuco), luoghi dai quali sorgevano diverse fonti che formavano distinte sorgenti, sebbene Pausania indichi che l'acqua di Castalia si pensava provenisse da alcune sorgenti del fiume Cefiso. La fontana era circondata da una foresta di allori consacrata ad Apollo.

## Mitologia

Lucas Cranach il Vecchio, La ninfa della fonte. L'iscrizione in alto a sinistra dice: "Io, ninfa della fonte sacra, dormo. Non interrompete il mio sonno". Si è suggerito che la fonte sacra rappresentata in questa opera fosse la fonte Castalia. Madrid, Museo Thyssen-Bornemisza.

Secondo la mitologia greca, il suo nome deriva della ninfa Castalia, figlia del fiume Acheloo e moglie del re di Delfi. Essa avrebbe avuto un figlio chiamato Castalio, il quale sarebbe divenuto re alla morte del padre. Secondo un'altra tradizione la fonte deve il nome a una ragazza di Delfi chiamata Castalia che, inseguita da Apollo, si sarebbe immersa nella fonte.
Un altro mito descrive che la fonte fosse custodita da una dragonessa —il serpente Pitone —, che sarebbe stata uccisa da Apollo; in un'altra versione del mito, il serpente a custodia della fonte sarebbe stata figlia di Ares e sarebbe stata uccisa da Cadmo, il quale in seguito, con la semina dei suoi denti, avrebbe fatto nascere gli Sparti.
La leggenda racconta che sul monte Parnaso e vicino a questa fonte corressero le ninfe coricie. Si diceva che l'acqua scendesse ribollente grazie all'influenza di Apollo, quando questi emetteva un oracolo.

## Funzioni della fonte
La fonte di Castalia è citata come un luogo riguardante direttamente Apollo e il suo oracolo; essa serviva per la purificazione rituale tanto della pizia, quanto degli altri sacerdoti dell'oracolo, che lavavano i loro capelli con le sue acque, come avveniva nel tempio di Apollo. Inoltre si purificavano nella fonte coloro che chiedevano un consulto dell'oracolo.
Si riteneva che l'acqua della fonte Castalia favorisse l'ispirazione dei poeti.

## Dati storici

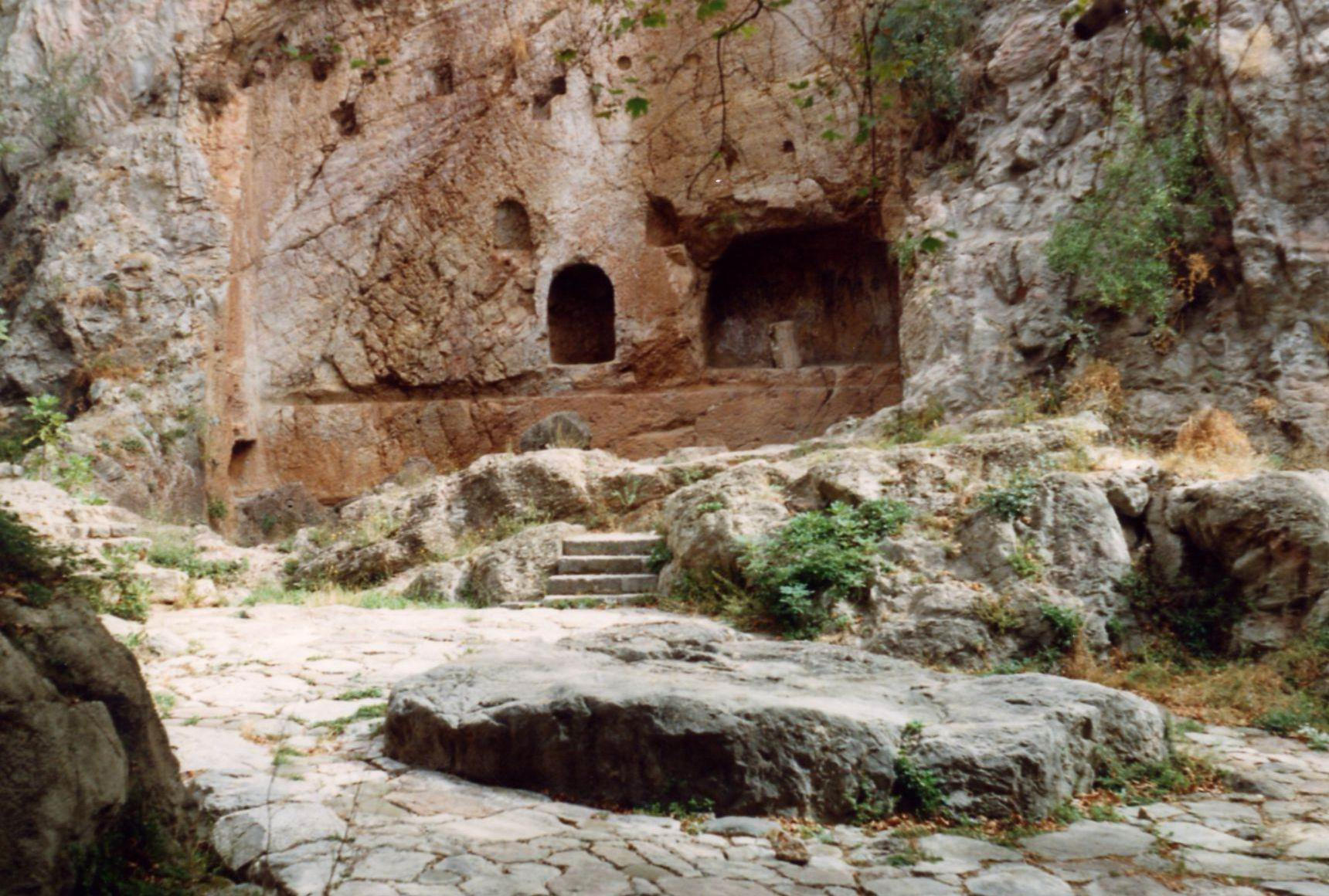
La fonte romana.

Si sono conservate due fonti alimentate dalla sorgente sacra.
La prima, quella più antica (inizio VI secolo a.C.), citata da autori come Pindaro o Erodoto, ha un pilone rivestito di marmo circondato da panchine. La seconda, situata circa 50 metri sopra la precedente, è di età ellenistica o romana (probabilmente appartenente al I secolo a.C.) ed è quella che vide Pausania, con nicchie scavate nella roccia per ricevere i doni votivi. 
La fonte del periodo arcaico fu trovata da Anastasios Orlandos negli scavi di 1960; quella più moderna è stata scoperta dopo gli scavi realizzati a partire dal 1878.